# Rezitation (Zen)
Im Zen existiert die Praxis der Rezitation. Mehrmals am Tag werden buddhistische Sutras rhythmisch mit kraftvollen Stimme und Konzentration gemeinsam vorgetragen. Im japanischen Zen handelt es sich hierbei fast immer um Texte in Altchinesischer Sprache (mit japanischer Aussprache). Die sino-japanische Texte sind ihrerseits oft alte Übersetzungen aus dem Sanskrit. Die japanischen Silben in ihrer ungewohnten, chinesischen Anordnung, weisen nicht nur den europäischen Übenden zurück auf sein eigenes Denken und Bewusstsein und erlauben ihm keine Ablenkung ins diskursive Denken des scheinbaren Verstehens von Worten.
Oft wird die Rezitation unterstützt von Instrumenten wie dem Mokugyo (einer Holztrommel mit Schlitz), Klangschalen und Taikos. Die gemeinschaftliche Rezitation ist ein wichtiger Bestandteil der Meditation.
Neben kurzen Texten, wie der Dreifachen Zuflucht und Dharanis, werden zentrale Texte des Mahayana, wie Lotus-Sutra und Herz-Sutra, aber auch die gesamte Liste der Linienhalter von Buddha Shakyamuni bis zum derzeitigen Meiste (Roshi) der Linie rezitiert. Das Herz-Sutra ist der weltweit wohl am häufigsten rezitierte religiöse Text.